# Кащеєва Віра Сергіївна
Віра Сергіївна Кащеєва, (рос. Вера Сергеевна Кащеева; 15 вересня 1922 — 20 травня 1975) — радянський медик часів Другої світової війни, нагороджена медаллю імені Флоренс Найтінгейл (1973). Герой Радянського Союзу (1944).

## Життєпис
Народилася в селі Петровка, нині — Троїцького району Алтайського краю Росії. Закінчила курси медичних сестер.
До лав РСЧА призвана Центральним РВК м. Барнаула 15 березня 1942 року. Воювала на Сталінградському, Південно-Західному та 3-му Українському фронтах — санінструктор 1-го стрілецького батальйону 120-го гвардійського стрілецького полку 39-ї гвардійської стрілецької дивізії. Член ВКП(б) з 1943 року.
Особливо відзначилась під час форсування річки Дніпро у жовтні 1943 року.
Після отриманого важкого поранення лікувалась у шпиталі, після чого 15 жовтня 1944 року звільнена у запас. Повернулась у Барнаул, у 1948 році закінчила медичний технікум, працювала медичною сестрою. Після одруження переїхала за місцем служби чоловіка-військовослужбовця: з 1953 року працювала завідувачкою дитячими яслами в селищі Біра Єврейської АО. У 1973 році родина переїхала на постійне місце проживання у м. Апшеронськ Краснодарського краю, працювала фельдшером.
Загинула в автомобільній аварії.

## Нагороди
Указом Президії Верховної Ради СРСР від 22 лютого 1944 року «за зразкове виконання бойових завдань командування на фронті боротьби з німецькими загарбниками та виявлені при цьому відвагу і героїзм» гвардії старшому сержанту Кощеєвій Вірі Сергіївні присвоєне звання Героя Радянського Союзу з врученням ордена Леніна і медалі «Золота Зірка» (№ 947).
У 1973 році удостоєна почесної нагороди Міжнародного комітету Червоного Хреста — медалі імені Флоренс Найтінгейл.
Нагороджена також орденом Червоної Зірки (30.08.1943) і медалями, у тому числі «За відвагу» (12.08.1943) та «За бойові заслуги» (22.01.1944).

## Вшанування пам'яті
Ім'ям віри Кащеєвої названо вулиці в місті Барнаулі і смт Біра, провулки в місті Апшеронську і селі Троїцькому.
У селі Петровка, на території школи, де вона навчалась, встановлено погруддя.
На стіні будинку, в якому мешкала В. С. Кащеєва у Барнаулі, а також на будівлі школи-інтернату в смт Біра встановлені меморіальні дошки.